# Sedella
Sedella er en by og kommune i det sydlige Spanien i provinsen Málaga. Den har et indbyggertal på 600 (2024) indbyggere.